# Zidarovo

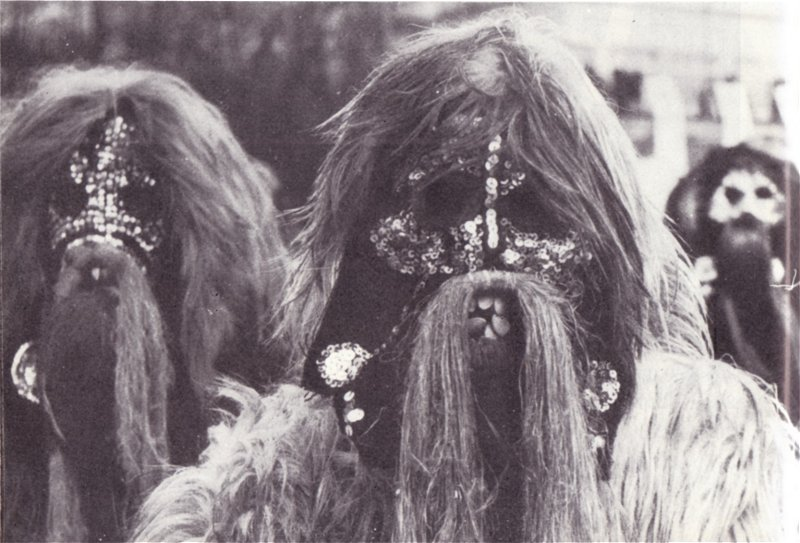
Festival de máscaras en Zirdarovo.

Zidarovo es un pueblo en el municipio de Sozopol, en la Provincia de Burgas, en el sudeste de Bulgaria.